# Gottfried Christoph Härtel
Pour les articles homonymes, voir Härtel.
Gottfried Christoph Härtel (Schneeberg, 27 janvier 1763 – Cotta, 25 juillet 1827) est un éditeur de musique saxon de Leipzig, compagnon de Bernhard Christoph Breitkopf.

## Biographie
Härtel a fait des études de droit et promis à la diplomatie, il s'associe à Breitkopf en 1795, puis rachète la société l'année suivante, alors que Breitkopf a des difficultés financières, la firme devenant Breitkopf & Härtel. Härtel tout aussi talentueux en tant qu'artiste, scientifique et gestionnaire avait une clairvoyance commerciale. En 1806, il applique le procédé de lithographie d'Aloïs Senefelder à la musique et publie les premières grandes séries d'œuvres complètes de Mozart, Haydn, Clementi, Dussek et Cramer. En outre, il publie dès 1803 la partition d'orchestre du Messiah de Haendel et en 1827, la première cantate de Bach : Ein’ feste Burg.
Il est en relation avec Beethoven dont il publie vingt-cinq œuvres.
Härtel est également l'un des fondateurs de l’Allgemeine musikalische Zeitung, un des plus importants journaux musicaux de la première moitié du XIXe siècle, qui a commencé son activité en 1798, avec Friedrich Rochlitz.
En 1807, il débute la facture de pianos, dont les instruments sont utilisés notamment par Mendelssohn, Liszt, Clara Schumann et Wagner.
Il meurt à 64 ans, à Cotta, près de Leipzig.
Après sa mort en 1827, c'est son neveu, Florens Härtel qui reprend la gestion de l'entreprise, jusqu'à ce que ses fils Raymund et Hermann entrent dans la firme respectivement en 1832 et 1835, contribuant au développement de la maison les quarante années suivantes.

## Lien contextuel
- Breitkopf & Härtel